# Стрелки (Тамбовская область)
Стрелки — деревня в Сосновском районе Тамбовской области. Входит в состав Верхнеярославского сельсовета.

## География
Деревня расположена в пределах Окско-Донской равнины, в северо-западной части района, у реки Ситовка. С севера — административная граница с Сараевским районом Рязанской области. Через реку — село Новоямское.
Климат
Новоямское находится, как и весь район, в умеренном климатическом поясе, и входит в состав континентальной климатической области Восточно-Европейской Равнины. В среднем в год выпадает от 350 до 450 мм осадков. Весной, летом и осенью преобладают западные и южные ветра, зимой — северные и северо-восточные. Средняя скорость ветра 4-5 м/с.

## История
Деревня Стрелки основана в середине XIX века государственными крестьянами, переселенцами из Стрелецкой слободы города Шацка.
На карте А. И. Менде 1862 году именуется как Стрелецкая слобода.

## Население
В списках населённых мест Тамбовской губернии по сведениям 1862 г. именуется как казенная деревня Стрелковая при рч. Ситовке. В ней на тот момент было 15 дворов с населением 214 человек (мужчин — 105, женщин — 109).
В 1910 году в деревне находилось 74 домохозяйства. Земли было 881 десятина.
В 1911 году упоминается по церковному приходу села Ново-Ямское под названием «Деревня Стрелецкая». В ней насчитывалось 67 дворов с населением 483 человека (мужчин — 243, женщин — 240).
Однако данные из адрес-календаря Тамбовской губернии за тот же 1911 г. значительно отличаются: 76 дворов с населением 627 человек (мужчин — 328, женщин — 299). Надельной земли было 881 десятина. Владение ею общинное.
В 1914 году население Стрелок составляло 760 человек (мужчин — 350, женщин — 410). Земли было 881 десятина.
В 1926 году в деревне насчитывалось 130 хозяйств с населением 668 человек (мужчин — 312, женщин — 356).
По спискам сельскохозяйственного налога на 1928-29 гг. имелось 137 хозяйств с населением 719 человек.
В 2010 году в Стрелках проживало 8 человек.
| 2010 |
| ---- |
| 8    |

## Инфраструктура
Личное подсобное хозяйство.

## Транспорт
Просёлочные дороги. 